# アルベール・シモナン
アルベール・シモナン（Albert Simonin, 1905年4月18日 - 1980年2月15日）は、フランスの小説家。

## 人物
パリ出身。12歳の時に学校を出てから様々な職業につく。
パリの下層階級の中で犯罪者たちと隣り合わせの生活を送り、ここからミリュー（裏社会）のギャングたちの実態に通暁するようになった。
1935年にジャン・バザンとの共著"Voilà taxi!"でデビュー。この作品はタクシー運転手としての経験が活かされている。以後ガリマール社のセリ・ノワール叢書等から暗黒小説を発表した。
代表作とされるのは1953年に発表したギャング小説の『現金（げんなま）に手を出すな』。この作品はドゥ・マゴ賞を受賞している。作中に下町や暗黒街の俗語を多く採り入れ、知られざる闇の世界を活写したユニークな作品として、当時のフランス読書界に大きな驚きをもって迎えられた。翌年にはジャック・ベッケル監督、ジャン・ギャバン主演で映画化、シモナン自身も脚本に参加している。
以後も生涯にわたり、一貫して暗黒小説・映画脚本の執筆を続けたほか、ミリューの俗語についての解説書も著した。

## 作品
- "Touchez pas au grisbi"

『現金（げんなま）に手を出すな』（野口雄司訳,早川書房［世界ミステリ全集］9, 1973年）
- "Le Hotu"
- "Le Hotu s'affranchit"
- "Hotu soit qui mal y pense" - ミステリ批評家賞受賞作（1972年）